# Nemzeti Színház (Tirana)
A Nemzeti Színház (albán Teatri Kombëtar) Albánia első számú színtársulata és színjátszó helye, amelynek jogelődje 1945-ben alakult meg, kőszínháza pedig 1946-tól 2020-ig az albán főváros, Tirana központjában, egy korábbi filmszínház épületében működött.

## Társulata
Az albán színházművészet az ország függetlenségének 1912-es elnyerését követő évtizedekben még gyerekcipőben járt. A 20. század közepéig csupán a nagyobb városokban működtek műkedvelő színjátszó csoportok, az első állandó, professzionális társulatok és kőszínházak csak a második világháború után alakultak meg. Ezek közül elsőként 1945. május 25-én az Állami Színház (Teatri Shtetit) társulatát hozták létre, amely tényleges működését 1946-ban kezdte meg Sokrat Mio és Pandi Stillu igazgatása alatt a korábbi Savoja filmszínház épületében, Tirana központjában. Később a társulat neve Népszínház (Teatri Popullor), majd 1991-ben Nemzeti Színház lett.
A tavaly létesített állami színház nem nagy, egyelőre 20 színésszel, 17 műszaki dolgozóval és vezetőséggel működik. Hetenként két előadást tartanak, az egyiket a néphadsereg harcosainak, a másikat a polgári lakosságnak. Persze, mindennapra jut feladat, mert a környékbeli falvakba, termelőszövetkezetekbe, állami gazdaságokba is rendszeresen eljárnak. Hetenként egyszer külön »háziasszonyelőadás« van, elsősorban olyan asszonyok számára, akik állandóan otthon vannak s még nem dolgoznak sem üzemben, sem hivatalban, sem szövetkezetben. Ezeket az előadásokat külön műsorterv irányítja, s főképpen olyan darabok kerülnek színpadra, amelyek az asszonyoknak megmutatják a termelőmunka szépségeit.
Bár a kommunizmus évtizedeiben a sematikus darabok és az állampárt propagandaszólamainak érvényesítése nem kedvezett a modern színházművészet kiérlelésének, fennállása alatt az albán színművészet legnagyobb alakjai játszottak a Nemzeti Színház társulatában: Loro Kovaçi, Sandër Prosi, Marie Logoreci, Ndrek Luca, Margarita Xhepa, Reshat Arbana, Robert Ndrenika, Agim Qirjaqi, Ndriçim Xhepa és mások. Díszlettervezőként dolgozott a színházban a 20. század két jeles festőművésze, Qamil Grezda és Agim Zajmi.

## Épülete

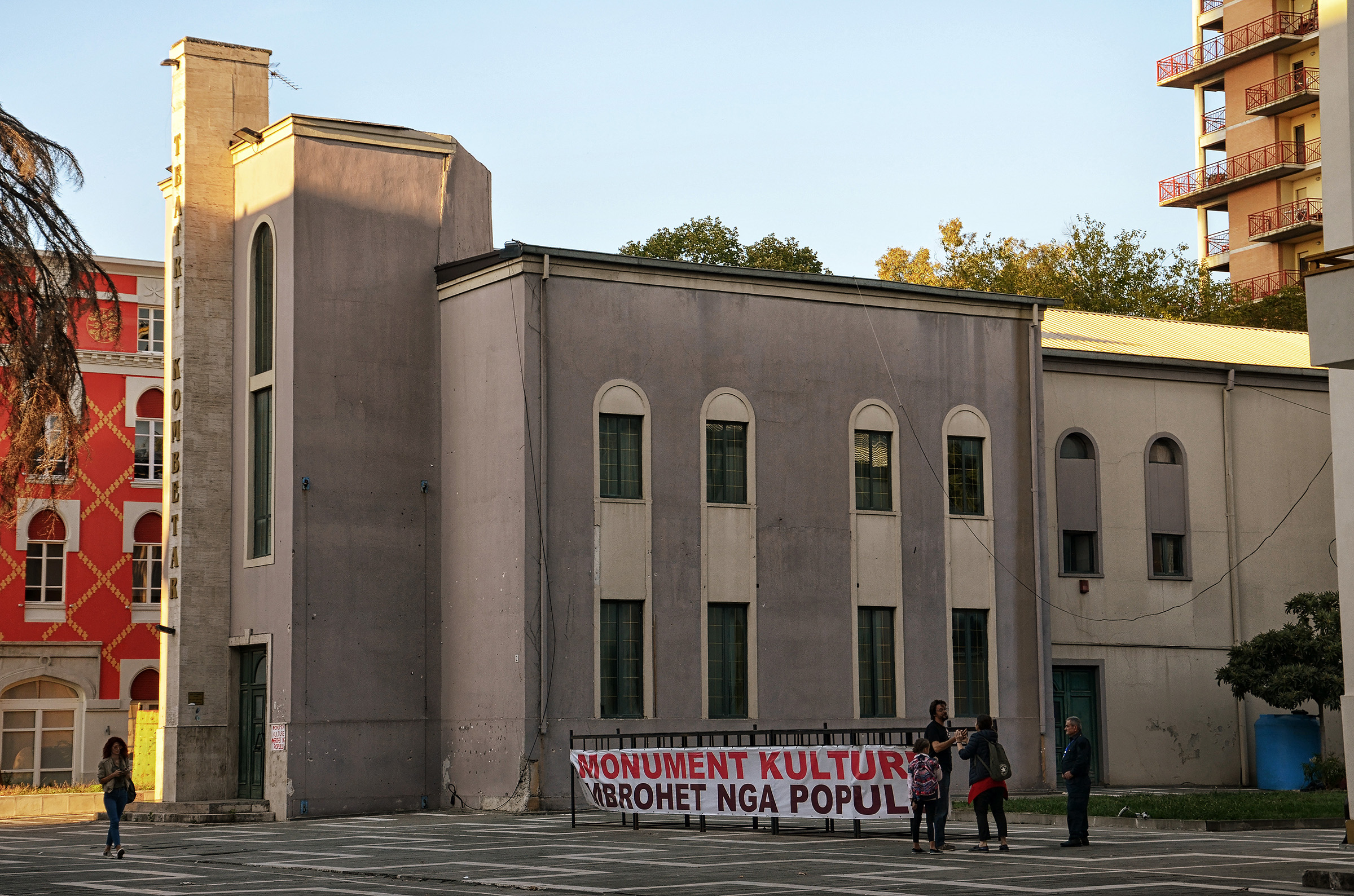
Tiltakozók molinóval a Nemzeti Színház épületénél

A színháznak 1946-tól otthont adó épület 1938 és 1941 között készült el egy olasz építésziroda tervei alapján modernista stílusban. Bár az eredeti tervek szerint Circolo Scanderbeg néven többfunkciós, éttermeket, uszodát, színházat stb. magában foglaló épületkomplexum lett volna, végül a kor legmodernebb kívánalmainak megfelelő, 800 férőhelyes Savoja filmszínházként nyílt meg, ahol egyúttal koncerteket és tanácskozásokat is tartottak. 1943-tól Kosova (’Koszovó’) néven működött tovább, majd a kommunista hatalomátvételt követően, 1944-ben Tiranai Színház lett az épület neve. Ekkor azonban még nem a színészi játék verte fel a falak csendjét, hanem a háborús bűnösök felett ítélkező különbíróság ítélkezett itt a „nép ellenségei” felett.
A Nemzeti Színház 1946-ban foglalta el az épületet. 2002-ben a színház statikai állapota veszélyessé vált, amikor a szomszédságában egy toronyház alapozását kezdték meg. Eddigre az épület színháztechnikai szempontból is elavulttá vált, így különböző tervek merültek fel a társulat elhelyezésére. Egyes ötletek szerint a helyén építendő újabb toronyház alsó emeletein kapott volna helyet a színház, mások az egykori Hoxha-piramisba költöztetését támogatták, de ezeket a terveket végül elvetették. A kormányzat és a városvezetés azonban nem tett le az új helyszín kereséséről, ezzel párhuzamosan a régi épület lebontása és egy modern kőszínház építése is felmerült. Noha a tiranaiak rendszeres demonstrációkon tiltakoztak a megvalósítás ellen, az Europa Nostra pedig 2020-ban felvette az épületet a hét legveszélyeztetettebb európai építészeti örökség listájára, 2020. május 17-én az épületet lebontották.